# 彭耀順
彭耀順（Adrian Pang，1966年1月8日—），新加坡著名演員，常在當地英文電視節目演出。

## 生平
彭耀順於1966年出生，自幼在新加坡成長，其後往英國攻讀法律學位，但從沒有當過律師或者法律工作。

## 演藝事業

### 早年
彭耀順的演藝事業是在英國開始。他在當地多個舞台劇和電視節目擔當小角色，亦有經常回到新加坡拍戲。彭耀順最後被新加坡國營電視公司新傳媒電視聘請，正式回到新加坡發展事業。

### 報業傳訊時期
在2001年，新加坡媒體行業被政府自由化，國營報紙公司新加坡報業控股開辦報業傳訊電視服務。彭耀順與其他幾位新傳媒藝人雙雙過檔新公司。過檔後，彭耀順在報業傳訊的i頻道出演合執導多個節目，包括《榴槤皇》（Durian King）和《六星期》（Six Weeks）。《六星期》也是i頻道停播前最後一套自製電視節目。
2005年，報業傳訊和新傳媒合併，i頻道停播。彭耀順與另外19位藝人成功回流新傳媒，繼續演藝事業。

## 新傳媒時期
回流後，彭耀順繼續出演英文節目，但也開始在華語戲劇中擔當角色。他的第一套華語劇是與香港藝人李司棋，向雲和陳靚瑄演出的《同心圓》。彭耀順在劇中飾演「大地」的演出也被外界賞識，但是，彭耀順其後說他自幼非常西化，不經常用華語，所以覺得此次演出非常艱苦。
彭耀順在2007年與香港藝人宣萱和曾江演出英文喜劇《奉子成婚》。雖然劇集裡頭沒有上法庭場面，但這是彭耀順第一次在鏡頭前飾演律師。
彭耀順亦是新加坡版《一擲千金》（英文節目）的主持。
在2010年1月，彭耀順宣佈在3月約滿後會離開新傳媒，與太太共同開辦 Pangdemonium 劇團。彭耀順對記者說，他曾與新傳媒高層達成協議，讓他可以「試驗性」離開公司發展，而這次是一次「試驗性」離開。同年4月拍完最後一部新傳媒8頻道劇集《我在你左右》後正式離開新傳媒，才告知真正的離職理由，是因為自己幾次被指示接拍華語劇，這讓在英國生活15年，未使用過中文的彭耀順感到痛苦不堪；此外，他也批評8頻道製作電視劇像“工廠生產線”，沒有發揮演技的餘地。

## 私人生活
彭耀順已婚多年，與太太 Tracie Howitt 生了兩個孩子：Zack 和 Xander。

## 演出作品

### 電視劇（報業傳訊i頻道）
- Sitcom: Ah Girl 2
- Durian King
- 2004 Six Weeks

### 電視劇（報業傳訊優頻道）
- 重进森林 Back To Basics
- 甜蜜风暴 Power of Love
- 转捩点-毒贩重生 Crunch Time
- 天伦 Together Whenever

### 電視劇（新傳媒5頻道）
- 2006 Maggi & Me 我爱鬼妹
- 2007 奉子成婚
- 2007 Maggi & Me II 我爱鬼妹II
- 2008 奉子成婚II

### 電視劇（聚點頻道（英语：MediaCorp TV12 Central））
- 2007 Do Not Disturb: Lunch Hour (Arts Central)

### 電視劇（8頻道）
- 2005年：《同心圆I》Portrait of Home I 飾 周大地
- 2005年：《同心圆II》Portrait of Home II 飾 周大地
- 2008年：《奶爸百分百》  飾 劉卓倫 (Alan)
- 2010年：《我在你左右》  飾 周文安

### 電視劇（tvN）
- 2022年：《小女子》特別演出 飾 新加坡飯店解說員

### 電影
- Spy Game
- Night Swimmer
- Offending Angels
- Second Generation
- Everybody Loves Sunshine
- Forever Fever
- Yellow Fever
- Peggy Su
- A Brief Walk
- Nightwatch
- Spiralling
- 2005年：《愛都愛都》I Do I Do 飾：李亞鵬；導演：梁智強
- 2007年：《鬼啊鬼啊！》Men In White 導演：唐永健
- 2007年：Gone Shopping《逛街物语》飾：Valentine Tan；導演：黃理菱
- 2008年：The Carrot Conversations
- 2012年：《龍眾舞》Dance Dance Dragon 導演：吳碧嬋
- 2016年：《魔念》The Faith Of Anna Waters導演：唐永健

### 舞台劇
- Tormented
- The Men's Womb
- The Comedy of Errors
- The Circles of Paradise
- Take Away
- Sleeping Beauty
- Privates on Parade
- One for the Road
- New Territories
- Leaving Turnpike Lane
- Hair
- A Midsummer Night's Dream
- A Christmas Carol
- 1994 Into the Woods
- 1994 The Magic Fundoshi
- 1995 Little Shop of Horrors (Musical)
- 1996 The Magic Fundoshi
- 1996 The Glass Menagerie
- 1997 Hamlet
- 1999 They're Playing Our Song (Musical Comedy)
- 2000 They're Playing Our Song (Musical Comedy) in Manila, Philippines
- 2001 Barefoot In the Park
- 2002 Forbidden City (Musical)
- 2004 The Odd Couple
- 2005 A Twist of Fate (Musical)
- 2006 The Dresser （服装师）
- 2007 The Pillowman （枕头奇案）
- 2008 The Pillowman （枕头奇案）

### 廣播劇
- Saigon – Year of the Car
- The Keys of the Kingdom
- Karain
- Bound Feet & Western Dress

### 節目主持
報業傳訊時期
- 2000-2004 优选美食王 I
- 2000-2004 优选美食王 II
- 2000-2004 优选美食王 III
- 2000-2004 十不相满
- 2002 Singapore Film Festival
- 2002 新加坡国庆庆典前奏
- 2002-2003 新加坡妆艺大遊行

新傳媒電視時期
- 2005 好吃王 Makan King
- 2005 Harry Potter III Movie Junket in London
- 2005 国庆庆典前奏
- 2006 好吃王II Makan King II
- 2006 《皇家惊天赌局》电影于美国全球首映专访 Casino Royal (James Bond) Movie Junket in New York
- 2006 心联心．庆五一
- 2006 新加坡环球小姐半决赛 2006
- 2006 妆艺大游行之奇思梦想 Chingay Parade of Dreams 2006
- 2007 成交不成交 II Deal or No Deal II
- 2007 爱上小红点 Code Red
- 2007 成交不成交 Deal or No Deal
- 2007 新加坡环球小姐决赛 2007
- 2007 The Arena
- 2008 Musical Junket for We Wil Rock You at Korea
- 2009 我要唱下去 Don't Forget the Lyrics (英语版，Comic Mayhem episode)
- 2009 城人新杂志 New City Beat
- 2012 Chasing Happiness (亚洲新闻台节目)

## 獎項與入圍
- Best Actor for the theatre production from Manchester Evening News
- Best Actor Award at the International Solidarity Festival in France
- 2002 亚洲电视大奖'02 最佳喜剧男演员奖 (Ah Girl)
- 2003 新加坡顶尖人物榜 (第二版)
- 2005 亚洲电视大奖'05 最佳喜剧男演员奖(银奖)(Durian King)
- 2005 亚洲电视大奖'05 最佳戏剧男演员奖(银奖)(Six Weeks)
- 2005 入圍紅星大獎2005 最佳男主角 (同心圓Ⅰ)
- 2006 亚洲电视大奖'05 最佳戏剧男演员奖-银奖(同心圆Ⅱ)
- 2006 新加坡顶尖人物榜 (第三版)
- 2006 入圍紅星大獎2006 最佳男主角 (同心圓Ⅱ)
- 2007 亚洲电视大奖'07 最佳喜剧男演员奖-铜奖(我爱鬼妹)(Maggi & Me)
- 2007 Elle Awards 2007 Host of the year
- 2007 海峡时报【生活！戏剧奖】 最佳男主角（服装师）
- 2009 入圍紅星大獎2009 最佳男主角 (奶爸百分百)
- 2011 新加坡Media Chat網站“網絡紅星大獎2012” 最佳男主角 (我在你左右)[3]

## 外部連結
- Adrian Pang 彭耀顺 MediaCorp Artiste
- Pangdemonium | Ass-kicking Adventures in Theatre （页面存档备份，存于）
- Getforme Singapore LOCAL TALENTS: ADRIAN PANG - COMEDY （页面存档备份，存于）